# 16. ročník People's Choice Awards
16. ročník People's Choice Awards se konal 11. března 1990 ve studiích Universal Studios v Hollywoodu. Večer moderovalo několik celebrit, včetně Barbary Mandrell a Valerie Harper. Ceremoniál vysílala stanice CBS.

## Vítězové
Tučně jsou označeni vítězové.

### Film
| Nejlepší film                                                    | Nejlepší filmové drama                        |
| ---------------------------------------------------------------- | --------------------------------------------- |
| Batman - Kdopak to mluví - Ocelové magnólie - Smrtonosná zbraň 2 | Ocelové magnólie (remíza) Batman (remíza)     |
| Nejoblíbenější filmová komedie                                   | Nejoblíbenější herečka                        |
| Kdopak to mluví - Vánoční prázdniny - Když Harry potkal Sally    | Meryl Streep - Kathleen Turner - Kim Basinger |
| Nejoblíbenější herec                                             | Nejoblíbenější světová herečka                |
| Tom Cruise - Dustin Hoffman - Jack Nicholson - Michael Douglas   | Meryl Streep - Jane Fonda - Elizabeth Taylor  |
| Nejoblíbenější světový herec                                     |                                               |
| Dustin Hoffman                                                   |                                               |

### Televize
| Nejoblíbenější televizní komedie                                             | Nejoblíbenější televizní drama                                      |
| ---------------------------------------------------------------------------- | ------------------------------------------------------------------- |
| Cosby Show                                                                   | Právo v Los Angeles - China Beach                                   |
| Nejoblíbenější nový televizní seriál: drama                                  | Nejoblíbenější nový televizní seriál: komedie                       |
| Rescue 911                                                                   | Doogie Howser, M.D. - Coach - Major Dad                             |
| Nejoblíbenější televizní herec                                               | Nejoblíbenější televizní herečka                                    |
| Bill Cosby - Ted Danson - John Goodman - Peter Falk - Neil Patrick Harris    | Roseanne Barr - Phylicia Rashad - Candice Bergen                    |
| Nejoblíbenější televizní herec: nový seriál                                  | Nejoblíbenější televizní herečka: nový seriál                       |
| Neil Patrick Harris - Richard Chamberlain - Craig T. Nelson - Gerald McRaney | Jamie Lee Curtis - Ann Jillian - Corinne Bohrer - Stephanie Beacham |
| Nejoblíbenější mladý herec                                                   | Nejoblíbenější moderátor noční talk-show                            |
| Fred Savage                                                                  | Arsenio Hall - David Letterman - Johnny Carson                      |

### Hudba
| Nejoblíbenější zpěvačka                                  | Nejoblíbenější zpěvák |
| -------------------------------------------------------- | --------------------- |
| Paula Abdul - Debbie Gibson - Janet Jacksonová - Madonna | Bobby Brown           |

### Osoby
| Nejoblíbenější umělec všech dob: muž | Nejoblíbenější umělec všech dob: žena                            |
| ------------------------------------ | ---------------------------------------------------------------- |
| Bill Cosby                           | Roseanne Barr - Bette Midler - Paula Abdul - Cher - Dolly Parton |